# Ostrov (okres Piešťany)
Ostrov is een Slowaakse gemeente in de regio Trnava, en maakt deel uit van het district Piešťany.
Ostrov telt 1154 inwoners.